# James Worthy
James Ager Worthy (født 27. februar 1961) er en amerikansk sportskommentator, og tidligere tidligere professionel basketballspiller. Han spillede hele sin NBA-karriere med Los Angeles Lakers, hvor han vandt tre mesterskaber, og blev syv gange inkluderet på All-Star holdet.

## Klubkarriere
Worthy blev valgt af Los Angeles Lakers med det første valg i 1982 NBA draften. Trods af at Lakers havde vundet mesterskabet i sæsonen før, så havde en trade sikret dem Cleveland Cavaliers' valg i draften, som endte med at blive nummer et. Worthy blev del af Lakers' holdet, som var kendt for deres højt tempo angrebsspil, som blev fik dem kælenavnet 'Showtime'.
Worthy blev i sin anden sæson etableret som starter på holdet. Han nåede i sæsonen også for første gang til finalerne, hvor at Lakers mødte Boston Celtics. Efter en tæt serie, så tabte Lakers dog i den syvende kamp. I 1984-85 sæsonen vendte Lakers tilbage til finalerne, og mødte igen Celtics. Denne gang var Lakers bedre, og Worthy vandt sit første mesterskab, da Lakers vandt serien på seks kampe.
Worthy blev i 1985-86 sæsonen for første gang medlem af All-Star holdet, da han scorede 20 point per kamp i sæsonen for første gang i sin karriere. I 1986-87 vendte Lakers tilbage til finalerne, og Worthy imponerede stort her, som gav ham kælenavnet 'Big Game James'. Lakers slog Celtics i seks kampe, og sikrede sig dermed Worthys andet mesterskab.
I 1987-88 sæsonen vendte Lakers tilbage til finalen igen, og Worthy spillede her den bedste serie i sin karriere. Dette kulminerede med, at Worthy blev kåret som Finals Most Valuable Player, da Lakers slog Detroit Pistons i finaleserien.
Lakers vendte i 1988-89 tilbage i finalerne, med uden Kareem Abdul-Jabbar, som var gået på pension, og uden Magic Johnson som var skadet, så var Lakers ikke meget konkurrence for Pistons, som slog den på fire kampe.
Efter en skuffende 1989-90 sæson, så vendte Lakers igen tilbage til finalerne i 1990-91. Worthy ledte Lakers holdet i scoring, men alder og skadesproblemer viste sig igen for Lakers holdet, som tabte på fem kampe til Chicago Bulls.
Knæproblemer havde sat sine spor på Worthy, som så sin produktion falde over de næste to sæsoner. Efter 1993-94 sæsonen annoncerede Worthy, at han ville stoppe spillerkarrieren i en alder af 32.